# Der Mann im Keller
Der Mann im Keller ist ein deutscher Detektivfilm aus dem Jahre 1914 der Filmreihe Stuart Webbs mit Ernst Reicher in der Hauptrolle des Meisterdetektivs.

## Handlung
Detektiv Stuart Webbs wird eines Tages von einer Londoner Witwe engagiert, um den merkwürdigen Geräuschen in ihrem Haus auf den Grund zu gehen. Bald hört auch er den seltsamen Lärm: es handelt sich um einen heulenden Terrier. Offensichtlich kommt das Gejaule aus dem angeblich leer stehenden Nachbargebäude. Als Webbs der Sache nachgehen will, muss er feststellen, dass die Geräusche durch das Pfeifen der in den Wänden verlegten Gasleitung noch verstärkt wird. Wenig später entdeckt er den Besitzer des Hundes bewusstlos im Keller liegen.
Bei dem Mann handelt es sich um Lord Rawson, einem britischen Offizier der in Ägypten stationierten, britischen Kolonialtruppen. Er wurde vor kurzem mittels eines gefälschten Telegramms nach Hause gelockt. In der Zwischenzeit hat der Anführer der Bande, die einen Masterplan ausgeheckt hat, die Position des Lords eingenommen. Nicht nur, dass die Schurken versuchen, in den Besitz der Mitgift der reichen Braut Rawsons zu kommen, die Männer haben noch viel finstere Absichten. Es geht darum, am Vorabend eines drohenden Krieges die Geheimpläne für eine automatische Pistole zu stehlen. Nach vielen Irrungen und Wirrungen und den unterschiedlichsten Maskeraden Stuarts wie seines Hauptgegners kommt es in einem Hotelzimmer zum finalen Showdown: Der echte und der falsche Lord stehen sich von Angesicht zu Angesicht gegenüber, und nicht einmal die Braut in spe kann mit Sicherheit sagen, wer wer ist.

## Produktionsnotizen
Gedreht wurde Der Mann im Keller, der zweite Film dieser Reihe, Januar / Februar 1914 im Atelier der Continental-Kunstfilm in der Chausseestraße 123. Dieselbe Firma zeichnete auch für die Produktion verantwortlich. Der Mann im Keller hat eine Länge von vier Akten auf 1412 Metern, das entspricht einer Spieldauer von knapp 52 Minuten. Die Uraufführung fand am 20. März 1914 in den Kammerlichtspielen am Potsdamer Platz (Berlin) statt.
Die Filmbauten stammen aus der Hand von Paul Leni. Dieser Stuart-Webb-Krimi ist der älteste der Reihe, der nicht verschollen ist.
Reicher erscheint hier in insgesamt vier Verkleidungen: zweimal als Elektriker, um unauffällig in das Haus der Braut zu gelangen, einmal als Bettler und einmal als Zimmerservice des Hotels.

## Kritik
„Ein vorzügliches Detektivdrama ist ‚Der Mann im Keller‘ … Ernst Reicher ist der Detektivdarsteller, nicht nur als Schauspieler, sondern auch als Akrobat. Die vielen Ueberraschungen des Filmes bieten großes Interesse, welches durch eine gut gespielte Doppelrolle noch vorteilhaftesten Aufputz erhält.“